# VDL Bus Venlo
VDL Bus Venlo (voorheen VDL Kusters) produceert mini- & midibussen voor tour- en openbaar vervoer, politievoertuigen, taxibussen, luchthavenvervoer en speciaal vervoer zoals bussen voor gehandicaptenvervoer en VIP-bussen in alle mogelijke uitvoeringen. Het bedrijf is tevens gespecialiseerd in de reparatie van autoschade aan personen- en bedrijfswagens. Het bedrijf heeft rond de 100 werknemers in dienst.
Kusters werd opgericht in juli 1921 door  Handrie Kusters als koetsenfabriek aan de Zuidsingel te Venlo. Later werden dit houten carrosserieën voor bussen ten behoeve van het vervoer van mijnwerkers. Nog later leverde Kusters buscarrosserieën aan vooral Limburgse busondernemingen als De Valk, IAO en EBAD. Na het sluiten van de mijnen en het opgaan van de particuliere busbedrijven in VSL, dat zijn bussen centraal inkocht, moest het bedrijf Kusters zich aanpassen aan de markt. Het bedrijf heeft zich in de loop der jaren gespecialiseerd in het ombouwen en inrichten van mini- en midibussen van 8 tot 30 personen. Verder bouwt het de nieuwe surveillancewagens, groepsvoertuigen en commandovoertuigen van de politie om, bouwt het dieselvoertuigen om naar elektrische voertuigen om en bovendien voert het schadeherstel uit.
In 1992 werd Kusters overgenomen door de Berkhof Groep, die in 1998 werd overgenomen door de VDL Groep. Sinds 2005 is het onderdeel van de busdivisie VDL Bus & Coach. De merknaam Kusters is in 2010 verdwenen en vervangen door het merk VDL.

## Producten

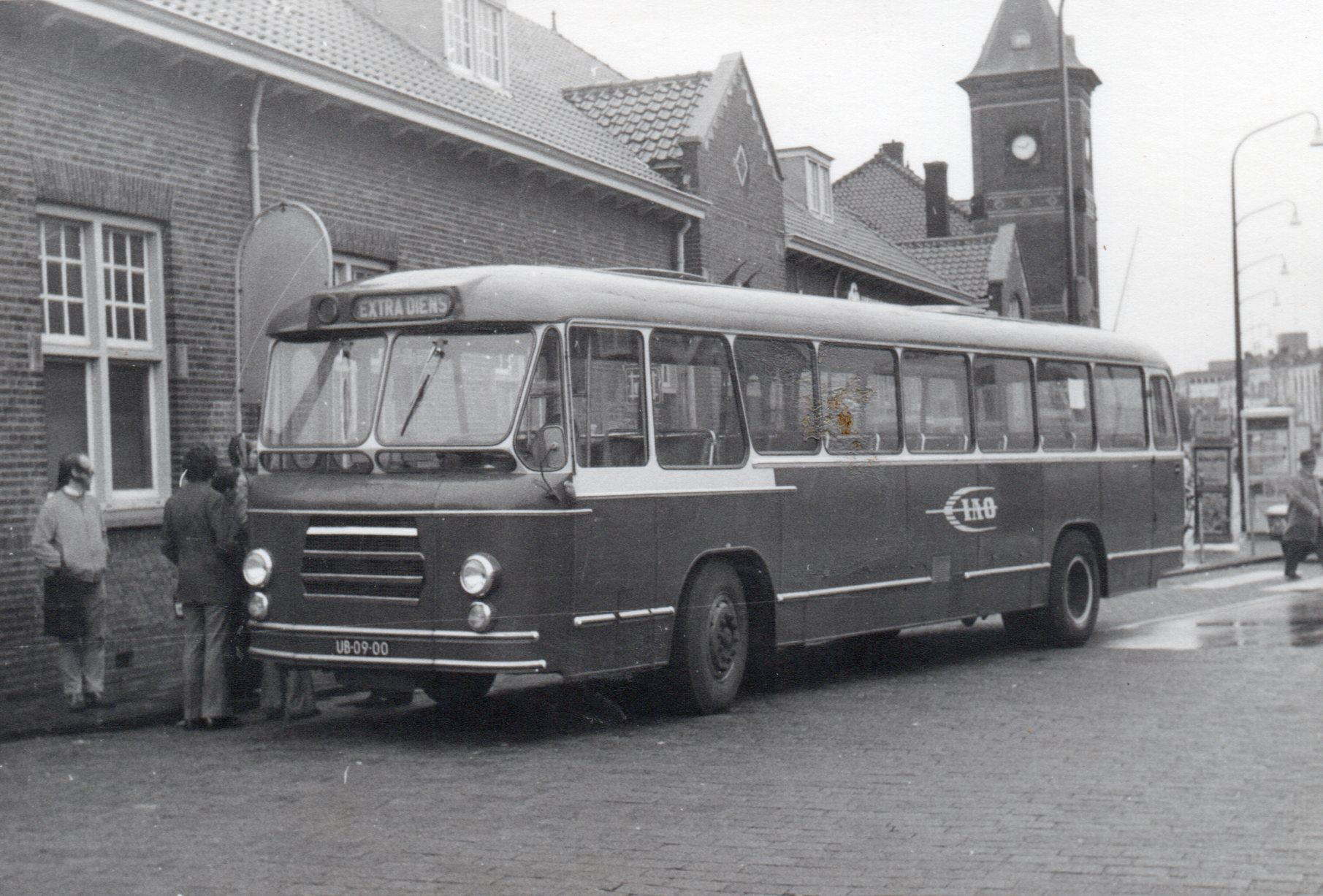
Een Kusters-carrosserie uit 1960
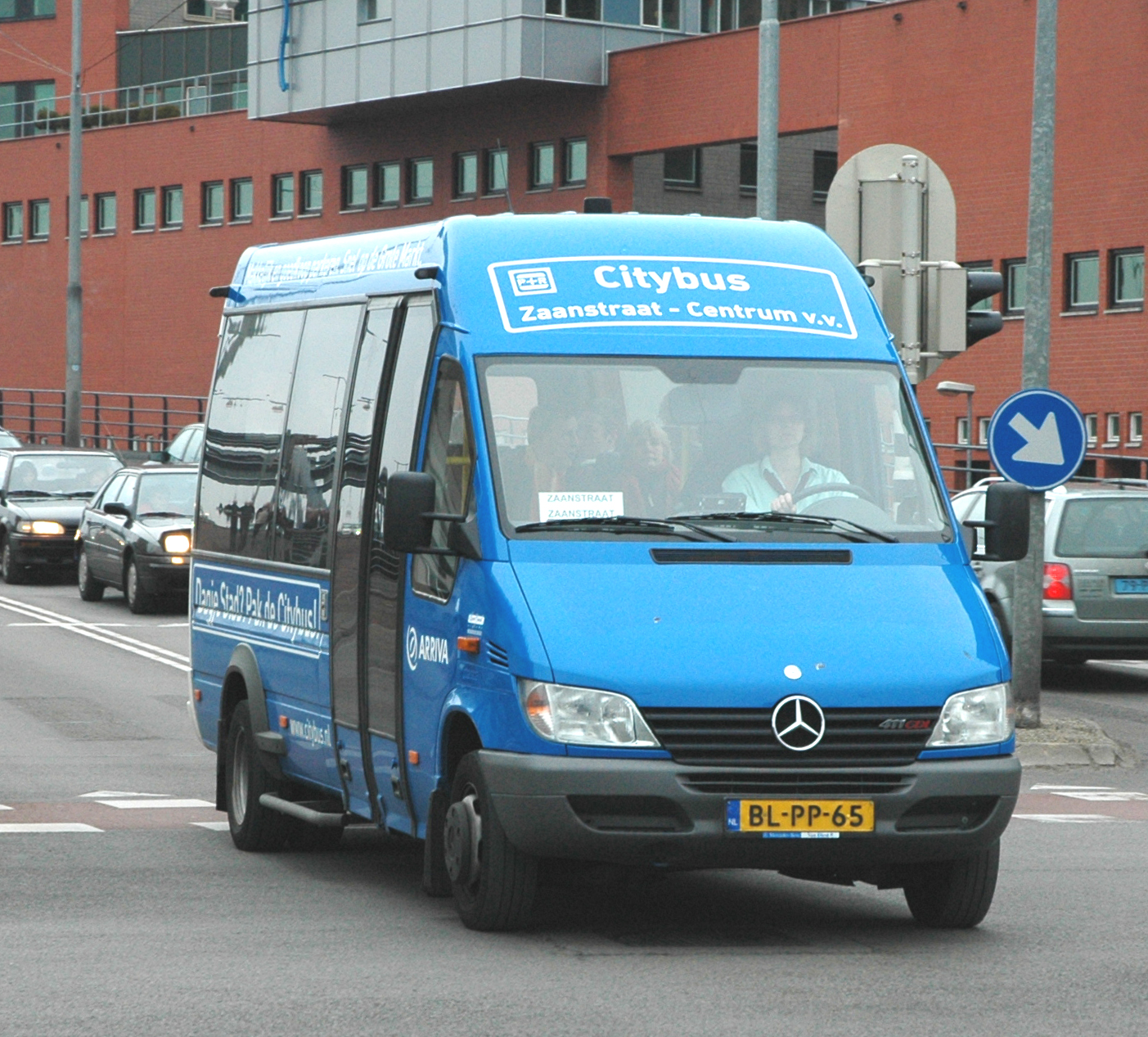
VDL Kusters Midcity
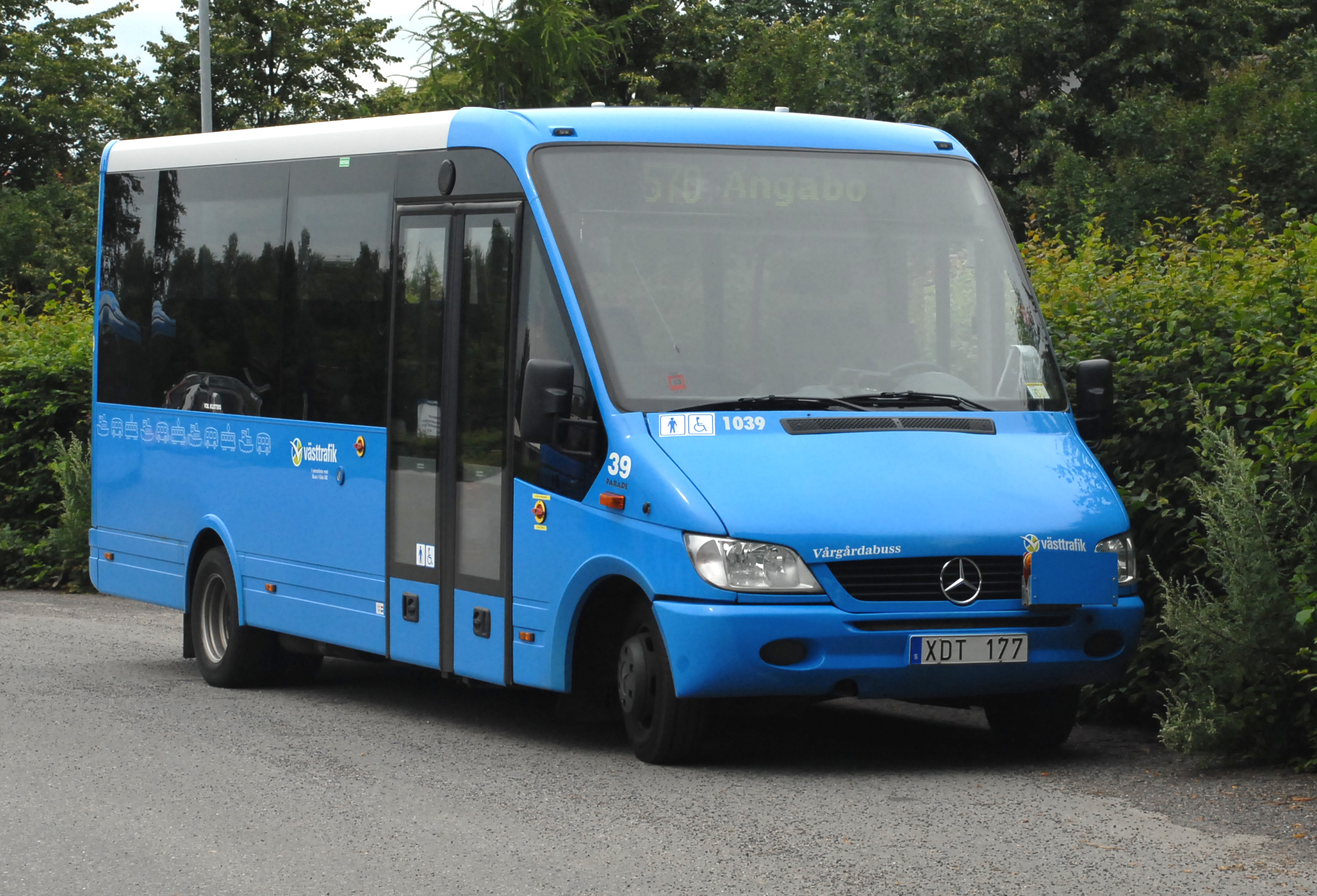
VDL Kusters Parade